# The Guardian

Sigla

The Guardian este un ziar din Regatul Unit înființat în anul 1821 cu numele de The Manchester Guardian. Din anul 1959 numele a fost schimbat în The Guardian. Ziarul este deținut de compania Guardian Media Group.
Ziarul are un tiraj de 351.031 exemplare zilnic (martie–aprilie 2008)

## Legături externe
- Sit web oficial